# Paul Fridolin Kehr
Paul Fridolin Kehr (Waltershausen, Baixa Francònia, 1860 — Wässerndorf, Alta Francònia, 1944) va ser un historiador alemany. Va ser professor a Göttingen, director dels arxius estatals de Prússia i president dels Monumenta Germaniae Historica. Va ser amic personal del papa Pius XI i un gran especialista en ciències auxiliars de la història.

## Obres
- Die Urkunden Ottos III (1890)
- Regesta Pontificum Romanorum (Italia pontificia) (1906-35)
- Urkunden der Deutsche Karolinger (1932-40)
- Weltgeschichte im Mittelmeer (1936)
- Papsturkunden in Spanien, amb dos volumns dedicats a Catalunya amb traducció de Ramon d'Abadal i de Vinyals
  - Archivberichte: Urkunden und Regesten, 1926
  - Die ältesten Papsturkunden Spaniens, 1926